# Cratere Garavito
Garavito è un cratere lunare di 81,05 km situato nella parte sud-occidentale della faccia nascosta della Luna. Si trova a nord-nordovest dell'enorme cratere Poincaré e ad ovest del cratere Chrétien.
Il suo bordo esterno è eroso, soprattutto a ovest e a sud. Il cratere satellite 'Garavito Y' si estende con le sue pareti laterali esterne all'interno del cratere principale.
Un cratere più piccolo di nome 'Garavito D' è adiacente al bordo esterno a nordest. Il fondo del cratere è relativamente senza caratteristiche principali, con pochi crateri e leggeri resti di impatti precedenti.
Il cratere è dedicato all'astronomo colombiano Julio Garavito Armero.

## Crateri correlati
Alcuni crateri minori situati in prossimità di Garavito sono convenzionalmente identificati, sulle mappe lunari, attraverso una lettera associata al nome.
| Garavito | Coordinate             | Diametro (in km) |
| -------- | ---------------------- | ---------------- |
| C        | 44°48′00″S 159°08′24″E | 23,5             |
| D        | 46°22′12″S 158°54′00″E | 28,42            |
| Q        | 49°22′12″S 153°55′48″E | 45,93            |
| Y        | 45°31′48″S 156°03′36″E | 52,89            |